# Cercopithecini
Cercopithecini (лат.) — триба мартышковых обезьян, включающая род мартышек и близкие роды. Все члены трибы обитают в Африке.

## Классификация
- Род Allenopithecus — Чёрно-зелёные мартышки
  - Allenopithecus nigroviridis Pocock, 1907 — Чёрно-зелёная мартышка, или Мартышка Аллена
- Род Cercopithecus — Мартышки
  - Cercopithecus albogularis Sykes, 1831 — Белогорлая мартышка
  - Cercopithecus ascanius Audebert, 1799 — Мартышка Шмидта
  - Cercopithecus campbelli Waterhouse, 1838 — Мартышка Кемпбелла
  - Cercopithecus cephus Linnaeus, 1758 — Голуболицая мартышка, или Муйдо
  - Cercopithecus denti Thomas, 1907 — Мартышка Дента
  - Cercopithecus diana Linnaeus, 1758 — Мартышка-диана
  - Cercopithecus doggetti Pocock, 1907 — Серебряная мартышка
  - Cercopithecus dryas Schwartz, 1932 — Мартышка дриас
  - Cercopithecus erythrogaster Gray, 1866 — Краснобрюхая мартышка
  - Cercopithecus erythrotis Waterhouse, 1838 — Рыжеухая мартышка
  - Cercopithecus hamlyni Waterhouse, 1838 — Совинолицая мартышка
  - Cercopithecus kandti Matschie, 1905 — Золотая мартышка
  - Cercopithecus lhoesti P. Sclater, 1899 — Бородатая мартышка
  - Cercopithecus lowei Thomas, 1923
  - Cercopithecus mitis Wolf, 1822 — Коронованная мартышка
  - Cercopithecus mona Schreber, 1774 — Мартышка мона
  - Cercopithecus neglectus Schlegel, 1876 — Мартышка Бразза
  - Cercopithecus nictitans Linnaeus, 1766 — Большая белоносая мартышка
  - Cercopithecus petaurista Schreber, 1774 — Малая белоносая мартышка
  - Cercopithecus pogonias Bennett, 1833 — Чубатая мартышка
  - Cercopithecus preussi Matschie, 1898 — Мартышка Прейса
  - Cercopithecus roloway Schreber, 1774
  - Cercopithecus sclateri Pocock, 1904 — Мартышка Склейтера
  - Cercopithecus solatus M. J. S. Harrison, 1988 — Рыжехвостая мартышка
  - Cercopithecus wolfi A. Meyer, 1891 — Мартышка Вольфа
  - Cercopithecus lomamiensis Hart et al., 2012
- Род Chlorocebus — Зелёные мартышки
  - Chlorocebus aethiops Linnaeus, 1758 — Гривет
  - Chlorocebus cynosurus Scopoli, 1786 — Малбрук
  - Chlorocebus djamdjamensis Neumann, 1902 — Джам-джам
  - Chlorocebus pygerythrus F. Cuvier, 1821 — Верветка
  - Chlorocebus sabaeus Linnaeus, 1766 — Зелёная мартышка
  - Chlorocebus tantalus Ogilby, 1841 — Мартышка танталусская
- Род Erythrocebus — Мартышки-гусары
  - Erythrocebus poliophaeus Schreber, 1775 — Мартышка-гусар
  - Erythrocebus poliophaeus Reichenbach, 1775
- Род Miopithecus — Крошечные мартышки
  - Miopithecus ogouensis Kingdon, 1997 — Габонская крошечная мартышка
  - Miopithecus talapoin Schreber, 1774 — Ангольская крошечная мартышка